# میمون آهنی (فیلم ۱۹۹۳)
میمون آهنی (به انگلیسی: Monkey Iron) یک فیلم سینمایی در ژانر فیلم رزمی محصول سال ۱۹۹۳ سینمای هنگ کنگ است که توسط تسوی هارک تهیه شده و به کارگردانی یوئن وو-پینگ است.
بازیگران اصلی این دانی ین، یو رونگ‌گوانگ، ژان وانگ، انجی تسانگ هستند. در سال ۱۹۹۶ فیلمی جداگانه با عنوان میمون آهنی ۲ اکران شد، اما دنباله این فیلم نبود.

## خلاصه داستان
داستان فیلم دربارهٔ یک دکتر هست که شب‌ها نقابی بر صورتش می‌زند و با استفاده از مهارت‌های رزمی اش آدم‌های خلافکار را تنبیه کرده و به نیازمندان یاری می‌رساند. اما …